# Campeonato Mundial de Esquí Alpino de 1935
El V Campeonato Mundial de Esquí Alpino se celebró en la localidad alpina de Mürren (Suiza) en 1935 bajo la organización de la Federación Internacional de Esquí (FIS) y la Asociación Suiza de Esquí.

## Resultados

### Masculino
| Evento    | Oro                        | Plata                | Bronce                                              |
| --------- | -------------------------- | -------------------- | --------------------------------------------------- |
| Descenso  | Franz Zingerle · Austria · | Emile Allais Francia | Willi Steuri · Suiza ·                              |
| Eslalon   | Anton Seelos · Austria ·   | David Zogg · Suiza · | Friedl Pfeiffer Alemania / François Vignole Francia |
| Combinado | Anton Seelos · Austria ·   | Emile Allais Francia | Birger Ruud · Noruega ·                             |

### Femenino
| Evento    | Oro                    | Plata                  | Bronce                   |
| --------- | ---------------------- | ---------------------- | ------------------------ |
| Descenso  | Christl Cranz Alemania | Hady Pfeiffer Alemania | Anny Rüegg · Suiza ·     |
| Eslalon   | Anny Rüegg · Suiza ·   | Christl Cranz Alemania | Käthe Grasegger Alemania |
| Combinado | Christl Cranz Alemania | Anny Rüegg · Suiza ·   | Käthe Grasegger Alemania |

## Medallero
| Núm. | País      | Oro | Plata | Bronce | Total |
| ---- | --------- | --- | ----- | ------ | ----- |
| 1    | Austria   | 3   | 0     | 0      | 3     |
| 2    | Alemania* | 2   | 2     | 3      | 7     |
| 3    | Suiza     | 1   | 2     | 2      | 5     |
| 4    | Francia   | 0   | 2     | 1      | 3     |
| 5    | Noruega   | 0   | 0     | 1      | 1     |
|      | TOTAL     | 6   | 6     | 7      | 19    |

(*) - Época del Tercer Reich.